# Lobsang Gyaltsen (86e Ganden tripa)
Lobsang Gyaltsen (Tobgyal (Tsang), 1840 - ?) was een Tibetaans geestelijke.
Hij behaalde zijn geshe-graad in Tsangpa Dunkhurwa (gtsang pa khang tshan) van de faculteit Sera Che en vervolgde zijn studie in het klooster Gyume.
Hij was de zesentachtigste Ganden tripa van 1900 tot 1907/09 en daarmee de hoofdabt van het klooster Ganden en hoogste geestelijke in de gelugtraditie in het Tibetaans boeddhisme.
De Japanse Zenboeddhist Ekai Kawaguchi had tijdens zijn reis naar Tibet vanaf 1901 een ontmoeting met Gyaltsen die hij in zijn boek Drie jaar in Tibet positief beschreef.
Voordat de dertiende dalai lama vluchtte voor de Britse Veldtocht in Tibet van Francis Younghusband in 1903-04, had hij Gyaltsen aangewezen als regent van Tibet; hij bleef in deze tijd ook aan als Ganden tripa. De dertiende dalai lama vertrouwde hem voor zijn vlucht naar Mongolië zijn regeringszegel toe, waardoor hij een van de hoofdonderhandelaars was met de Britten met wie hij het Verdrag van Lhasa tekende in het Potalapaleis op 7 september 1904.